# Marie-France Hirigoyen
Marie-France Hirigoyen (1949) è una psichiatra, psicoterapeuta, psicanalista e ricercatrice francese, esperta di mobbing.

## Biografia
Marie-France Hirigoyen studia medicina all'Università di Bordeaux, si laurea nel 1978 e si specializza in psichiatria; successivamente si diploma in vittimologia alla American University Washington D.C. Al ritorno in Francia perfeziona gli studi all'Università René Descartes di Parigi dove, in qualità di ricercatrice associata, contribuisce all'istituzione in sede della cattedra in vittimologia, ramo della criminologia. 
La pratica clinica come psicoterapeuta la mette in contatto con la sofferenza tipica delle persone imbrigliate in relazioni disfunzionali, caratterizzate da un forte condizionamento esercitato da un individuo nei confronti di un altro che resta paralizzato, incapace di difendersi. La sintesi delle ricerche condotte su tali temi, estese sia in ambito familiare che lavorativo, confluisce nel saggio del 1998: Le harcèlement moral. La violence perverse au quotidien. Il testo ha un grande successo e viene subito tradotto in 24 lingue. In Italia Molestie morali. La violenza perversa nella famiglia e nel lavoro sarà pubblicato da Einaudi nel 2000.

## Molestie morali
Nel saggio Marie-France Hirigoyen mette in risalto come gli effetti distruttivi di una relazione (sofferenza, depressione, trauma psicologico, suicidio) siano causati da soggetti affetti da disturbo narcisistico di personalità che, attraverso meccanismi insidiosi, astuti, basati sul dominio manipolativo, tolgono ogni senso critico alle loro vittime fino a catturarne la mente, come in un vero e proprio lavaggio del cervello. Il processo perverso, frequente e ripetuto nel tempo, può attivarsi in ambito coniugale, familiare, educativo e professionale, prevalentemente in ambiti privati, pertanto difficile da documentare e denunciare.
Attraverso numerose testimonianze l'autrice mette a fuoco come la violenza psicologica, che lei definisce molestia morale, possa consumarsi sul posto di lavoro (il mobbing); analizza la personalità dell'aggressore e dell'aggredito, e ipotizza soluzioni terapeutiche, legali e mediche. 
In quanto esperta nella gestione dello stress sul posto di lavoro, nel 2001 contribuisce all'introduzione di un emendamento nel codice del lavoro francese e nel codice penale contro il mobbing. In seguito è stata consulente per l'elaborazione della stessa legge per il governo belga e per il governo del Québec. Viene regolarmente consultata, in merito ai temi del mobbing e delle molestie sessuali, dalle istituzioni europee (Parlamento europeo, Consiglio d'Europa, Commissione europea).

## Pubblicazioni
- Molestie morali. La violenza perversa nella famiglia e nel lavoro, traduzione di Monica Guerra, Torino, Grandi Tascabili Einaudi, 2000, ISBN 88-06-15397-8.
- (FR) Malaise dans le travail. Harcèlement moral. Démêler le vrai du faux, La Découverte, 2001, ISBN 978-2707144577.
- Sottomesse. La violenza sulle donne nella coppia, Torino, Einaudi, 2006, ISBN 88-06-17974-8.
- (FR) Les nouvelles solitudes, La Découverte, 2007, ISBN 978-2707153289.
- (FR) Abus de faiblesse et autres manipulations, Parigi, J.C. Lattès, 2012, ISBN 9782709636711.
- (FR) Le harcèlement moral au travail, Parigi, Presses universitaires de France, 2014, ISBN 9782130624790.
- (FR) Les narcisse. Ils ont pris le pouvoir, La Découverte, 2019, ISBN 978-2348036293.